# Lang, Steiermark
Lang är en ort och kommun i Österrike. Den ligger i distriktet Leibnitz i förbundslandet Steiermark.
Kommunen består av nio orter (Ortschaften) (inom parentes invånarantal 1 januari 2024):

- Dexenberg (167)
- Göttling (218)
- Jöß (323)
- Jöß-Gewerbegebiet (0)
- Lang (205)
- Langaberg (174)
- Schirka (87)
- Stangersdorf (191)
- Stangersdorf-Gewerbegebiet (2)